# Axel Schandorff
Axel Schandorff (Copenaghen, 3 marzo 1925 – 28 gennaio 2016) è stato un pistard danese.

## Palmarès

### Olimpiadi
- Bronzo a Londra 1948 nella velocità.